# Lithops lesliei
Lithops lesliei är en isörtsväxtart. Lithops lesliei ingår i släktet Lithops och familjen isörtsväxter.

## Underarter
Arten delas in i följande underarter:
- L. l. burchellii
- L. l. lesliei
- L. l. venteri

## Bildgalleri

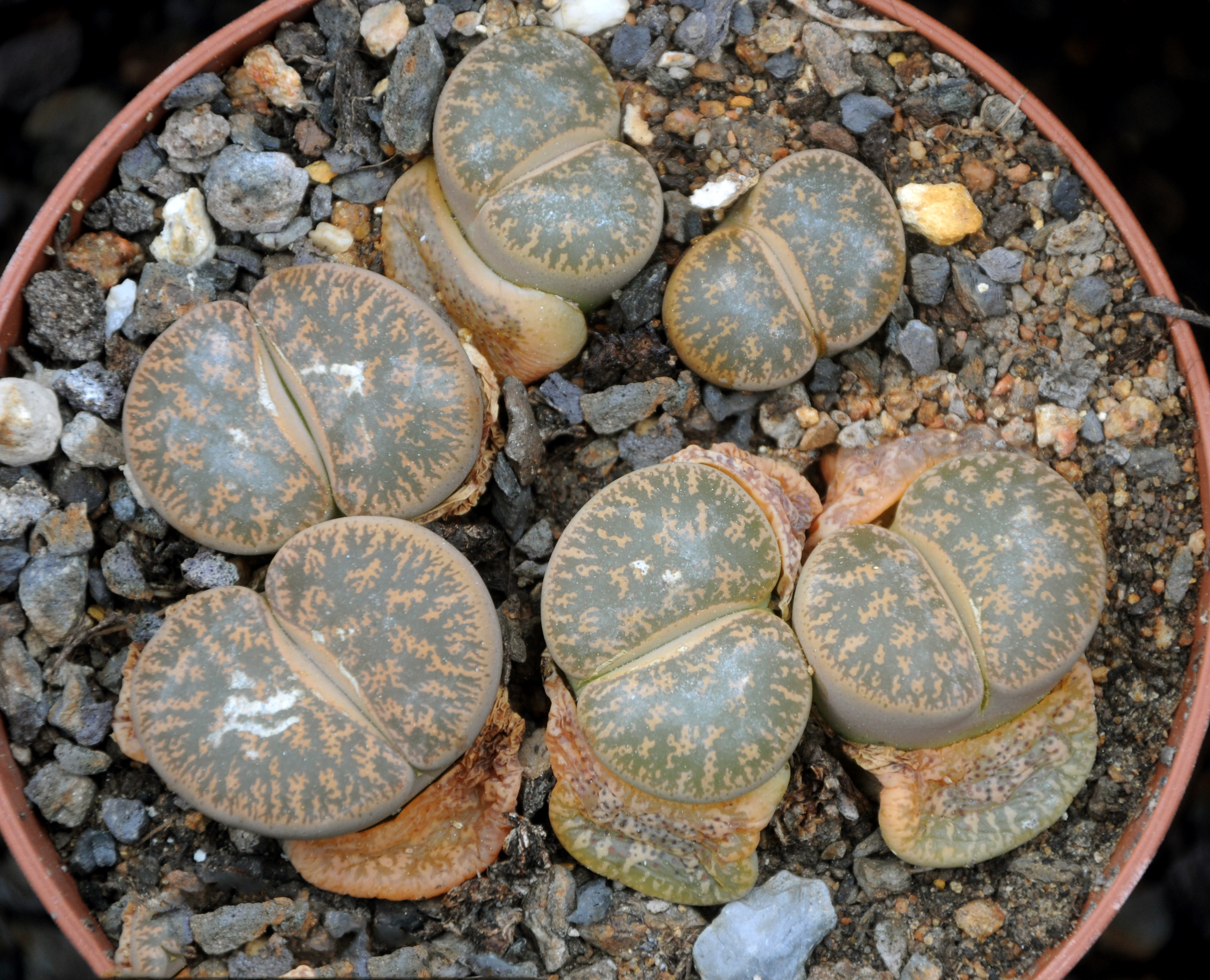
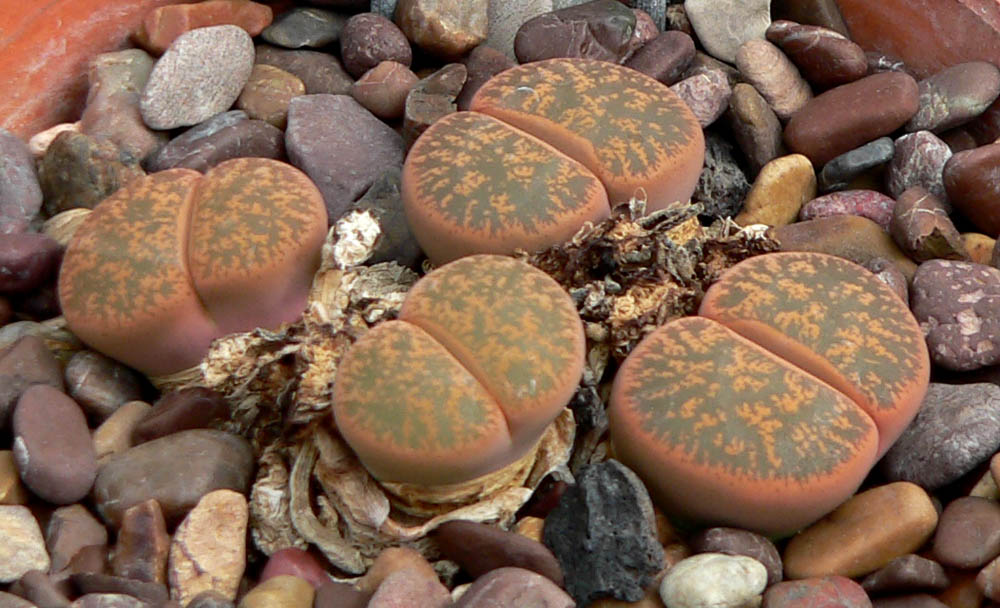
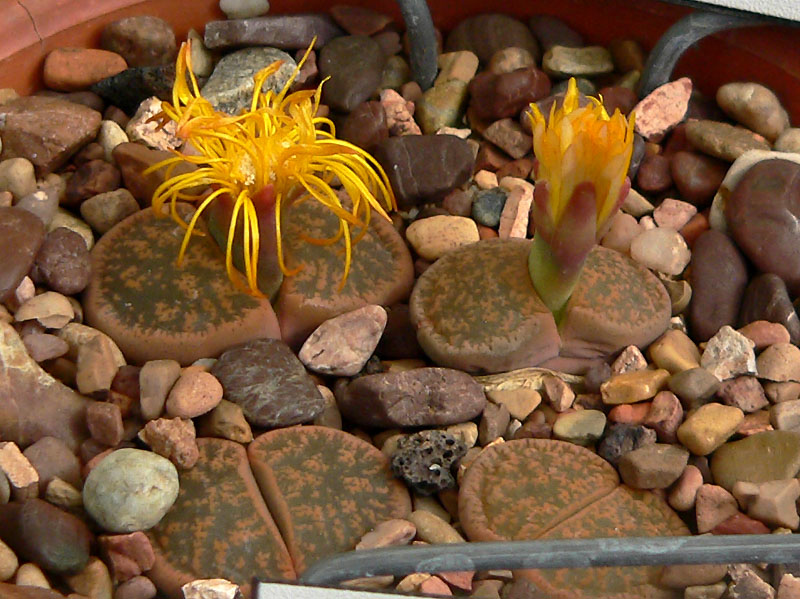
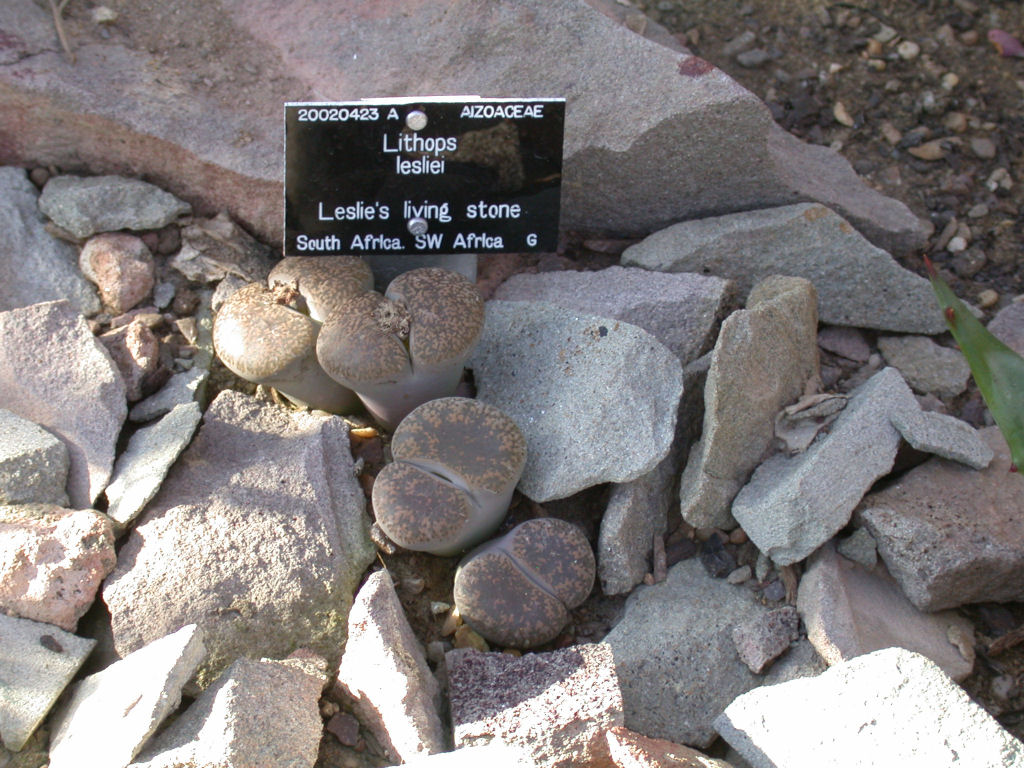
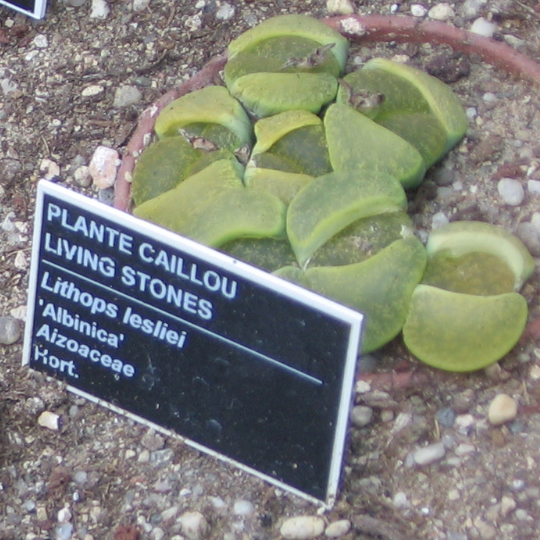
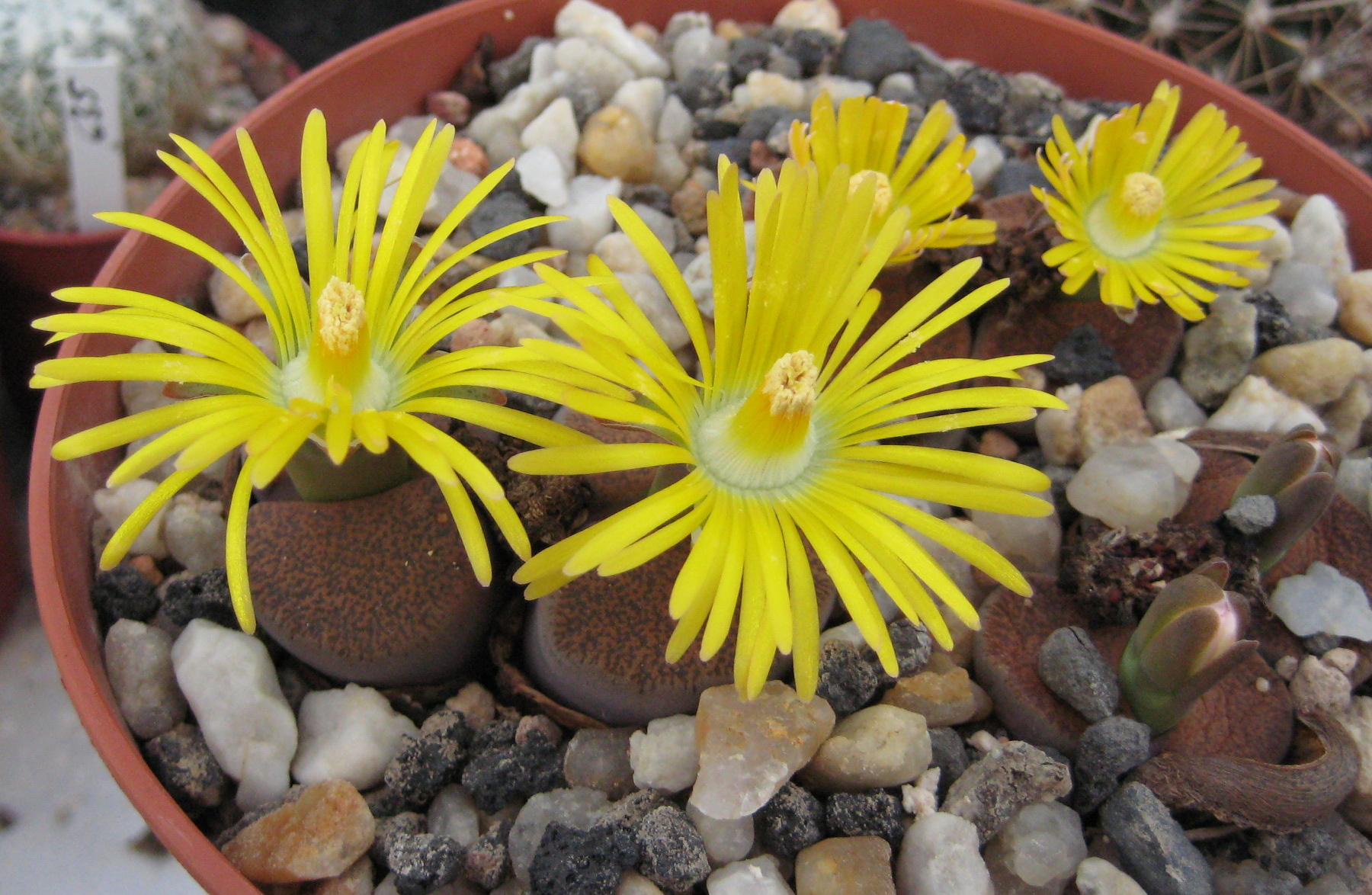